# Prosimulium umbratorum
Prosimulium umbratorum är en tvåvingeart som först beskrevs av Tonnoir 1925.  Prosimulium umbratorum ingår i släktet Prosimulium och familjen knott. Inga underarter finns listade i Catalogue of Life.